# Juan José Ibarretxe
Juan José Ibarretxe Markuartu (Llodio, 15 de marzo de 1957) es un político español de ideología nacionalista vasca. Pertenece al Partido Nacionalista Vasco (EAJ-PNV).
Desde el 2 de enero de 1999 y hasta el 7 de mayo de 2009 fue el lendakari del Gobierno Vasco (País Vasco), siendo el tercer lendakari vasco de la democracia y quinto de la historia del gobierno autónomo de Euskadi. Ha sido lehendakari durante tres legislaturas, siempre encabezando gobiernos de coalición.

## Infancia y formación
Nació en la localidad vasca de Llodio (Álava), el 15 de marzo de 1957, en el seno de una familia obrera. Fueron determinantes para su compromiso político las características de su pueblo natal: antaño una pequeña localidad característica de la sociedad rural vasca, que alcanzó rápidamente un gran nivel de industrialización a partir de la década de 1960 y que se convirtió en la segunda localidad en población de Álava. Estudió el bachillerato en su localidad natal y posteriormente cursó Ciencias Económicas y Empresariales en la Facultad de Sarriko (Bilbao), perteneciente entonces a la Universidad de Bilbao (la cual se transformó en 1980 en la Universidad del País Vasco). 
Tras licenciarse trabajó brevemente en la empresa privada, antes de dedicarse a tiempo completo a la política tras alcanzar la alcaldía de su localidad natal. Trabajó también en la Comisión de Economía y Presupuestos del Parlamento Vasco, donde volvería posteriormente como parlamentario, y luego como presidente. 
El 25 de octubre de 2010 Juan José Ibarretxe presentó ante la Facultad de Derecho de la Universidad del País Vasco en San Sebastián su tesis doctoral "Principio Ético, Principio Democrático y Desarrollo Humano Sostenible: fundamentos para un modelo democrático, dirigido por Francisco Javier Caballero Harriet (catedrático de Filosofía del Derecho) y Luis Mariano Negrón Portillo (decano de la Facultad de Derecho y catedrático de la Universidad Interamericana de Puerto Rico).
La tesis doctoral de Ibarretxe se sometió a la valoración del tribunal formado por José Manuel Castell, Michael Keating, Jorge Tapia, Miguel Herrero de Miñón y Gurutz Jauregi.

## Alcalde, juntero foral y parlamentario
Ibarretxe comenzó su carrera política en 1979 afiliándose al Partido Nacionalista Vasco (EAJ-PNV). Tras cuatro años de militancia, el PNV lo presentó como candidato a la alcaldía de Llodio en las elecciones municipales de 1983, las segundas de la democracia. Obtuvo un 31,5 % de los votos y 7 concejales (frente a un 23 % del PNV en las anteriores elecciones de 1979) y accedió a la alcaldía, aun sin disponer el PNV de mayoría absoluta (7 concejales de 21 miembros de la corporación municipal), cargo que ocupó hasta 1987.
En 1987, tras la escisión de Eusko Alkartasuna (EA), Ibarretxe perdió las elecciones ante Pablo Gorostiaga, de Herri Batasuna (HB), que obtuvo 8 concejales, frente a los 4 del PNV.
Ibarretxe compaginó su cargo de alcalde con su presencia en las Juntas Generales de Álava (donde fue procurador entre 1983 y 1994, y presidente entre 1986 y 1991) y en el Parlamento Vasco, para el que fue elegido miembro en 1984.
Dos años después de su acceso al Parlamento Vasco, fue nombrado presidente de la Comisión de Economía y Presupuestos, responsabilidad que desempeñó durante tres legislaturas (II, III y IV), hasta el 4 de enero de 1995, cuando, tras las elecciones autonómicas, José Antonio Ardanza le nombró vicelehendakari de su gobierno y Consejero de Hacienda y Administración Pública (V Legislatura).

## Vicelendakari

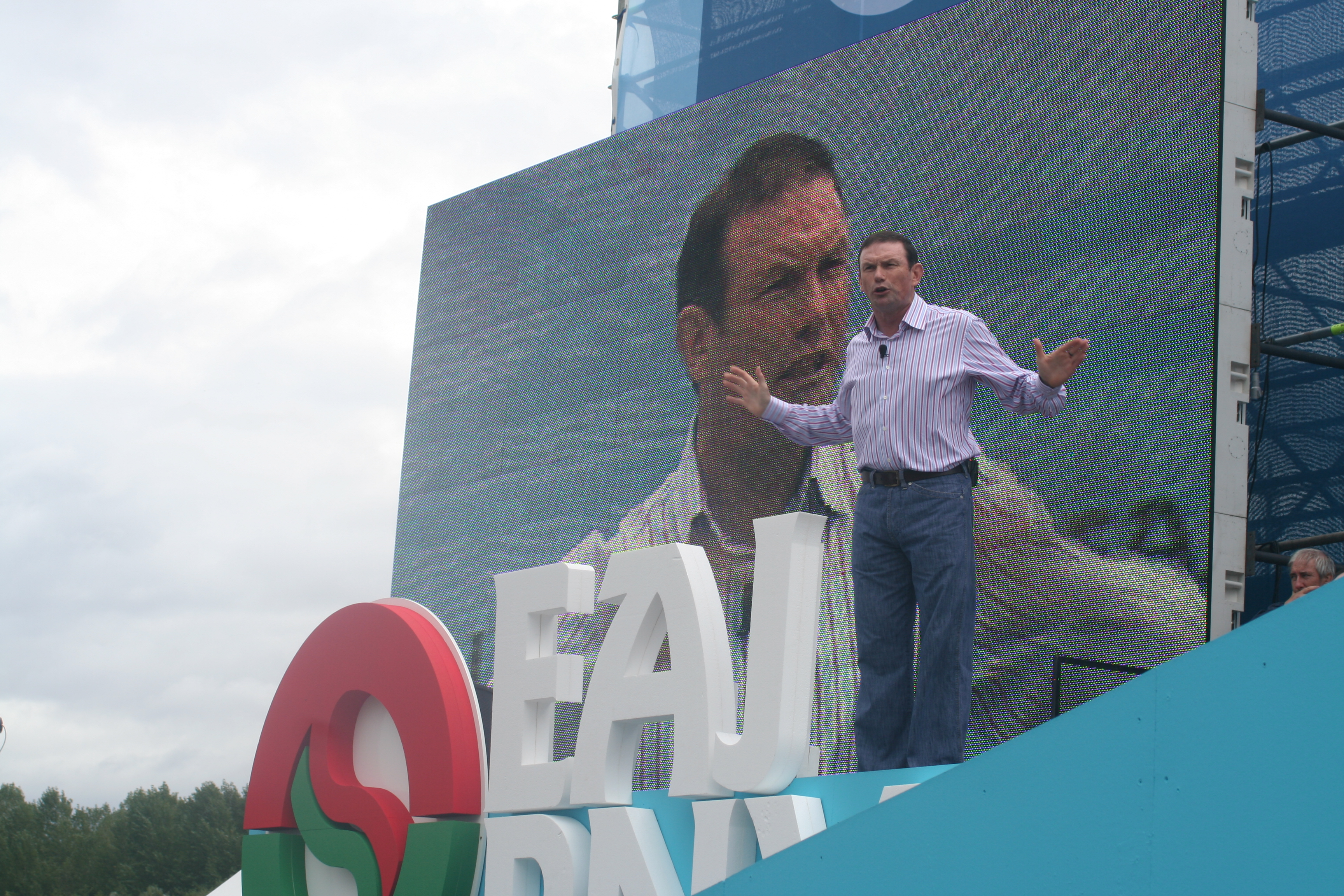
Ibarretxe en la tribuna durante el discurso pronunciado en el Alderdi Eguna del año 2007.

El gobierno presidido por Ardanza en la V Legislatura estaba sustentado por un acuerdo de coalición entre el PNV, Eusko Alkartasuna y el PSE-EE (PSOE) (que duraría hasta el verano de 1998). Ibarretxe fue vicelendakari hasta el final de la legislatura, en 1999. Desde 1994 había venido ocupando la presidencia de la Comisión Económica y Financiera del Consejo de la Universidad del País Vasco, a la vez que era también coordinador del seminario Euzkadi en la Unión Europea de la Fundación Sabino Arana, vinculada al PNV.
Como consejero de Hacienda y Administración Pública, Ibarretxe fue el jefe de la delegación del Gobierno Vasco en la negociación para la renovación del Concierto Económico vasco y el cálculo del cupo correspondiente (la cantidad que anualmente devuelven las Haciendas vascas a la Hacienda central para contribuir a los gastos generados por las competencias no transferidas desde el Estado y los servicios comunes, ya que la mayor parte de lo que las Haciendas vascas recaudan, la integridad de los impuestos, la destinan a financiar las competencias asumidas), entre marzo y mayo de 1997. Esta negociación, en la que tuvo enfrente al entonces vicepresidente segundo del Gobierno, Rodrigo Rato, estuvo enmarcada dentro del acuerdo entre el Partido Popular y el PNV para la investidura de José María Aznar como presidente del Gobierno en 1996. Como resultado, las Haciendas de los territorios históricos consiguieron una capacidad normativa y recaudatoria prácticamente plena sobre todos los impuestos, salvo los impuestos especiales (alcohol, tabaco y gasolina) y el IVA.

## Lendakari
Ha sido lendakari durante tres legislaturas, siempre encabezando gobiernos de coalición.

### VI Legislatura

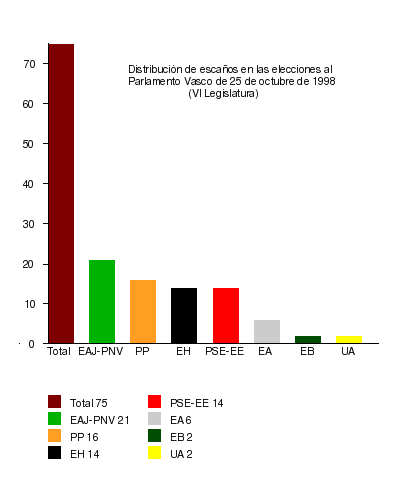
Resultados de las elecciones al Parlamento Vasco de 1998.

La V legislatura fue la última presidida por José Antonio Ardanza, ya que decidió dejar la primera línea política y no presentarse a la reelección. 
Gracias a su éxito como negociador en la renovación del Concierto Económico vasco y al apoyo de Xabier Arzalluz, máximo dirigente del PNV como presidente del Euzkadi Buru Batzar, la Asamblea Nacional del PNV designó a Juan José Ibarretxe como candidato a Lendakari en las elecciones autonómicas del 25 de octubre de 1998, siguiendo la tradición del PNV en el que la presidencia del partido y la máxima representación institucional están separadas. Las elecciones se celebraron poco después de que ETA declarase una tregua «total e indefinida» (18 de septiembre de 1998), paralelamente a la firma, seis días antes, del Pacto de Estella, acordado por diversas organizaciones políticas y sociales del País Vasco, Navarra y el País Vasco francés, entre los que se encontraban todos los partidos y sindicatos nacionalistas vascos y también Izquierda Unida (IU). En esas elecciones su partido obtuvo el 27,28 % de los votos emitidos y 21 escaños.
El 2 de enero de 1999 fue investido lendakari (el tercero de la democracia, tras Carlos Garaikoetxea y José Antonio Ardanza). Fue el primer lendakari alavés y el más joven elegido hasta la fecha (41 años). Contó con el apoyo de las formaciones de adscripción nacionalista: el propio PNV, Eusko Alkartasuna (EA) y Euskal Herritarrok (EH) (plataforma electoral constituida el 25 de octubre de 1998 por Herri Batasuna y otras organizaciones de la izquierda abertzale). En marzo se llegaba a un pacto de gobierno entre las tres fuerzas nacionalistas, formándose un gobierno de coalición entre el PNV y EA. Posteriormente, en mayo se firmó un acuerdo de legislatura con EH. En dicho acuerdo EH afirmaba renunciar a la vía armada en beneficio de la política, lo cual suponía, para algunos dirigentes políticos, como Javier Jimeno Torres, miembro de Izquierda Unida de Navarra, que por medio de ese pacto "los dirigentes abertzales quedan atados de pies y manos a la política del PNV".
El apoyo abertzale a la investidura y el posterior acuerdo de legislatura fueron posibles gracias al Pacto de Estella, que habían firmado los tres partidos. Sin embargo, ETA rompió su alto el fuego el 27 de noviembre de 1999, acusando al PNV y a EA de haber incumplido un supuesto acuerdo, negado por los responsables del PNV y EA, al que habrían llegado en junio de 1998, antes de la firma del Pacto de Estella. El 21 de enero de 2000, ETA hizo explotar un coche bomba cargado de 20 kg de dinamita en el barrio de Virgen del Puerto de Madrid, atentado en el cual fue asesinado el teniente coronel de intendencia Pedro Antonio Blanco. Ello obligó a Ibarretxe a dejar en suspenso su pacto de legislatura con EH. No fue, sin embargo, hasta después del asesinato por parte de ETA del dirigente socialista alavés Fernando Buesa y su escolta, el ertzaina Jorge Díez (22 de febrero de 2000), cuando el pacto se rompió definitivamente.
La ruptura del acuerdo parlamentario y el subsiguiente abandono de la cámara por parte de EH en septiembre (que anunció que sólo volvería al Parlamento vasco de Vitoria en «ocasiones puntuales») dejó al gobierno PNV-EA en minoría parlamentaria. Tras varios meses de precariedad parlamentaria, debido a la activa oposición de socialistas y populares y a la imposibilidad de aprobar leyes por la ausencia de apoyos parlamentarios (los presupuestos del año 2001 no pudieron aprobarse y debieron prorrogarse los del año anterior, anunció elecciones anticipadas para el 13 de mayo del 2001. La legislatura finalizada había sido la más corta del Parlamento vasco desde la llegada de la democracia, y finalizaba con altos grados de crispación política y una renovada ofensiva de la organización terrorista ETA, que sólo en 2000 asesinó a 23 personas.

### VII Legislatura

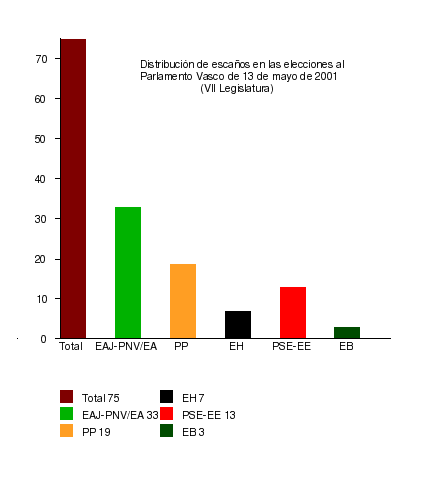
Resultados de las elecciones al Parlamento Vasco de 2001.

La campaña electoral de 2001 fue la más dura de la historia del País Vasco, enfrentándose dos bloques políticos con propuestas claramente diferenciadas. Por un lado, la coalición nacionalista PNV-EA, con Ibarretxe como candidato a lendakari, presentaba un programa abiertamente soberanista de superación de los marcos estatutario y constitucional y favorable a la autodeterminación. Del otro, el Partido Popular (PP) (liderado por Jaime Mayor Oreja) en colaboración con el PSE-EE (PSOE) (liderado por Nicolás Redondo Terreros) propusieron un discurso común en defensa de la Constitución y del Estatuto como marco insustituible para acabar con el problema terrorista, en la creencia de que podían desalojar al nacionalismo de la presidencia del País Vasco.
En los comicios de mayo, el PNV y Eusko Alkartasuna se presentaron en coalición y obtuvieron el 42,7 % de los votos y 33 escaños (26 escaños el PNV y 7 escaños EA). El Partido Popular y el PSE-EE (PSOE) sumaron 32 escaños. Tras la ruptura de la tregua de ETA, la izquierda abertzale, representada por Euskal Herritarrok, perdió 7 de sus 14 escaños. Ezker Batua (EB) obtuvo tres escaños.
Ibarretxe fue investido Lendakari el 12 de junio de 2001, en segunda votación, con el apoyo de 35 parlamentarios (32 de la coalición PNV-EA —un diputado de EA llegó tarde a la sesión y no pudo votar— y los tres de EB). El gobierno, que comenzó con consejeros únicamente del PNV y de EA fue ampliado con un consejero de EB, Javier Madrazo, en septiembre de 2001.
La ilegalización de Batasuna (organización en la que se había refundado EH en junio de 2001) y las presiones del gobierno central en manos del PP hicieron que los últimos años de ese gobierno fueran difíciles ya que aun siendo mayoritario (alcanzaba los 36 escaños) no tenía la mayoría absoluta (38 escaños) del Parlamento. Así, los presupuestos de 2002 no pudieron aprobarse hasta el 23 de enero de ese mismo año y sólo gracias a la abstención de Batasuna (que había adoptado la denominación de Sozialista Abertzaleak en la Cámara de Vitoria). Aun así, las partidas presupuestarias se votaron una por una y los presupuestos de más de la mitad de los departamentos se rechazaron, lo que significó que se prorrogaban las del año anterior. Los presupuestos del año siguiente se salvaron de la prórroga debido al retraso del líder popular, Jaime Mayor Oreja, en llegar a la votación. Para 2004, se volvieron a prorrogar los presupuestos, al votar toda la oposición en contra, en tanto que para 2005, una equivocación de un parlamentario socialista permitió aprobar finalmente los presupuestos.

### Nuevo Estatuto Político para la Comunidad del País Vasco (Plan Ibarretxe)
En cumplimiento de su programa electoral, el Gobierno Vasco propuso una reforma del estatuto de autonomía del País Vasco, con el nombre de Estatuto Político de la Comunidad de Euskadi, más conocido por el nombre de su promotor: Plan Ibarretxe.
El Plan Ibarretxe, con una propuesta soberanista basada en la «libre asociación» entre el País Vasco y España, la soberanía compartida y el derecho de autodeterminación, se presentaba como una tercera vía entre las posturas denominadas constitucionalistas del PP y el PSE-EE (PSOE) y el independentismo de EH y ETA. La propuesta se definía como una «propuesta de pacto político que se materializa en un nuevo modelo de relación con el Estado español, basado en la libre asociación y compatible con las posibilidades de desarrollo de un estado compuesto, plurinacional y asimétrico», la cual desbordaba el marco constitucional tal como existía en ese momento, al plantear la creación de un nuevo marco jurídico en el que la práctica totalidad de las competencias estarían en manos de las instituciones del País Vasco, dejando al Estado español unas funciones meramente residuales. Las principales fuerzas políticas españolas consideraron que el plan violaba tanto en los procedimientos, como en los contenidos, el marco de la Constitución Española. Para poder entrar en vigor, la propuesta, al ser una reforma de un estatuto de autonomía, debía ser aprobada por mayoría absoluta en el Parlamento Vasco y posteriormente ser admitida a trámite en el Congreso de los Diputados de España, para luego ser tramitado en el propio Congreso y en el Senado mediante ley orgánica. Ibarretxe también declaró que, en caso de que la propuesta fuese paralizada en las Cortes españolas, convocaría un referéndum en el País Vasco para que los vascos pudieran decidir su futuro.

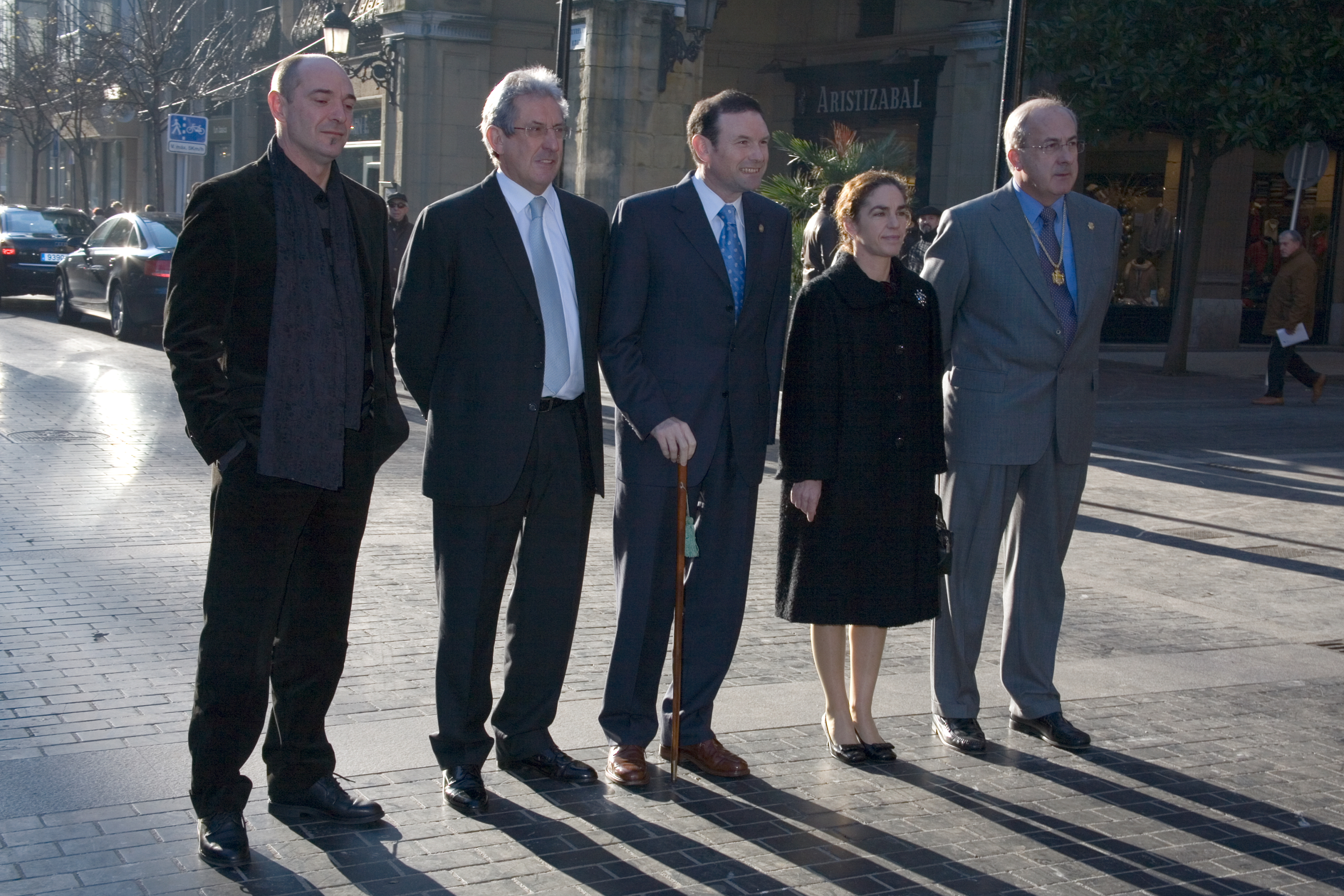
El lehendakari junto con varias personalidads vascas.

Como respuesta, el 28 de noviembre de 2003, el gobierno de José María Aznar aprobó añadir al Código Penal un artículo por el que se consideraba un delito castigado con penas de entre tres a cinco años de prisión y entre seis a diez años de inhabilitación absoluta el que un cargo público convocase elecciones o referendos sin la autorización de las Cortes. La reforma fue tramitada rápidamente y aprobada como una enmienda del Partido Popular a la Ley Orgánica de Arbitraje, con los únicos votos a favor del PP. El resto del grupos parlamentarios del Congreso de los Diputados se abstuvieron. La reforma entró en vigor el 23 de diciembre.
El Plan Ibarretxe pasó el primer trámite, siendo aprobado por mayoría absoluta (39 votos de 75) en el Parlamento Vasco el 30 de diciembre de 2004, con los votos a favor de los partidos que componían el gobierno tripartito (36 escaños) y 3 de los 6 parlamentarios de Sozialista Abertzaleak (SA), los herederos de la ilegalizada Batasuna (los otros tres votaron en contra, el séptimo, Josu Urrutikoetxea, se hallaba huido de la justicia). Los votos favorables de SA, así como su aceptación por parte de Ibarretxe fueron muy criticados, puesto que el propio Lehendakari había expresado anteriormente que prescindiría de los votos de SA para la aprobación del Plan.
Superado el trámite en el Parlamento Vasco, la propuesta fue enviada al Congreso de los Diputados para ser admitida a trámite, enfrentándose allí a la oposición tanto del nuevo gobierno socialista de José Luis Rodríguez Zapatero como a la del Partido Popular. El propio Ibarretxe defendió la propuesta en el Congreso, sin conseguir que en la votación realizada el 1 de febrero de 2005, la propuesta fuese ampliamente derrotada, por 313 votos en contra (PSOE, PP, Izquierda Unida, Coalición Canaria y Chunta Aragonesista), 29 a favor (PNV, EA, Nafarroa Bai, CiU, ERC y BNG) y 2 abstenciones (IC-V).
El rechazo del Congreso de Diputados llevó al lehendakari Ibarretxe a convocar elecciones para el 17 de abril de 2005, con la intención de que se tratase de un voto plebiscitario en relación con la propuesta.

### VIII Legislatura

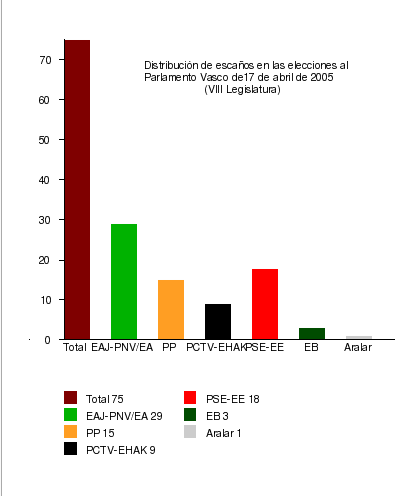
Resultados de las elecciones al Parlamento Vasco de 2005.

El cambio en el gobierno central debido al triunfo electoral del PSOE el 14 de marzo de 2004 y el establecimiento de una política más conciliadora por parte del nuevo gobierno de José Luis Rodríguez Zapatero, permitieron que estas elecciones se llevaran a cabo en un ambiente menos enrarecido que las anteriores. Por otra parte, a pesar de que Batasuna y las diferentes agrupaciones electorales que había intentado crear seguían fuera de la ley, la izquierda abertzale pudo conseguir que sus votantes tuvieran representación, al utilizar el ofrecimiento del Partido Comunista de las Tierras Vascas (PCTV-EHAK), un partido de reciente creación al que, a pesar de las peticiones del Partido Popular, la justicia no encontró ninguna relación con ETA o Batasuna en un primer momento; si bien terminaría por ilegalizarlo en el año 2008.
Las previsiones de la coalición nacionalista entre PNV y Eusko Alkartasuna, formada en torno a la figura de Ibarretxe, eran las de obtener unos resultados que les permitieran la formación de un gobierno con mayoría absoluta, considerando el apoyo de los partidos con los que había formado el gobierno anterior, pero el resultado de las urnas fue adverso, puesto que la coalición sólo obtuvo 29 escaños (22 PNV y 7 EA) correspondientes al 38,67 % de los votos emitidos, mientras que la izquierda abertzale, representada por el PCTV-EHAK, obtenía 9 escaños (12,44 %) y el PSE-EE (PSOE) 18 escaños (22,68 %). Este resultado fue interpretado como un rechazo de la ciudadanía a la política del lendakari y en especial al llamado Plan Ibarretxe, si bien el rechazo fue explicado de forma diferente por los diferentes actores políticos. Unos hicieron la lectura de que la ciudadanía rechazaba dicho plan por ser «demasiado nacionalista», fijándose en el crecimiento que había obtenido el PSE-EE (PSOE), en tanto que otros afirmaban que la ciudadanía vasca quería más que dicho plan al obtener la izquierda abertzale, representada por el Partido Comunista de las Tierras Vascas (EHAK) unos excelentes resultados después de un período preelectoral y una campaña electoral muy complicada y la entrada de Aralar en el Parlamento. Todo ello redundó en que no se alterara significativamente la relación de fuerzas en el Parlamento Vasco (los escaños que perdió la coalición nacionalista fueron los que ganaron PCTV-EHAK y Aralar, con posturas, en principio, más radicales e independentistas).
Ibarretxe fue investido lendakari el 23 de junio de 2005, con los 32 votos de los partidos con los que renovaría el tripartito (PNV, EA y EB) y 2 del Partido Comunista de las Tierras Vascas. El nuevo gobierno se constituyó con las fuerzas que habían mantenido el anterior (32 escaños) y buscó los apoyos del PSE-EE (PSOE) y de la nueva formación en la cámara, Aralar que había obtenido un escaño.
La VII Legislatura ha estado marcada, sin embargo, por el proceso de negociación entre el Gobierno español y ETA para conseguir el fin de la violencia y la disolución de la organización terrorista. El PNV ha adoptado un perfil discreto de apoyo al Gobierno español, en el que el protagonismo ha recaído fundamentalmente en el presidente del Euzkadi Buru Batzar, Josu Jon Imaz y no en el Lendakari Ibarretxe.
Tras la declaración de tregua por parte de ETA, Juan José Ibarretxe pidió la derogación de la Ley de Partidos, al tiempo que llevó a cabo una rueda de contactos con todos los partidos vascos (incluyendo a la ilegalizada Batasuna, con cuyos representantes Arnaldo Otegi, Juan José Petrikorena y Pernando Barrena se reunió el 19 de abril en el Palacio de Ajuria Enea, sede del Gobierno Vasco). Por ello, el Foro de Ermua presentó una querella y el Tribunal Superior de Justicia del País Vasco le imputó un presunto delito de desobediencia al reunirse con la ilegalizada Batasuna.
El 31 de enero de 2007 fue llamado por el Tribunal Superior de Justicia del País Vasco (TSJPV) para declarar en el caso de la entrevista con el portavoz de Batasuna, Arnaldo Otegi, realizada el 19 de abril de 2006, justo cuatro años después de que la Audiencia Nacional ilegalizase la formación. En octubre de 2007, junto al secretario general del Partido Socialista de Euskadi, Patxi López y al dirigente socialista Rodolfo Ares, le fue abierto juicio oral por dicho tribunal, en contra de la opinión del Ministerio Fiscal, acusado de un delito de desobediencia en virtud de lo establecido en el artículo 556 del Código Penal, al haberse reunidó el 19 de abril de 2006 y 22 de enero de 2007, durante la tregua de ETA, con la organización ilegal Batasuna. La causa fue finalmente archivada el 11 de enero de 2009, aplicando la "doctrina Botín", al no existir acusación ni por parte del Ministerio Fiscal ni por ninguna acusación particular.

#### La consulta de octubre de 2008
En septiembre de 2007 Ibarretxe anunció lo que denominó la nueva "hoja de ruta" en la que proponía:
1. Alcanzar un acuerdo con el Gobierno de España antes de junio de 2008 sobre el futuro de Euskadi que contuviese el "respeto a la voluntad de la sociedad vasca".
2. Aprobar dicho acuerdo en el Parlamento Vasco en junio de 2008.
3. Si en el pacto con el Gobierno central fuese aprobado, entonces se convocaría un referéndum vinculante el 25 de octubre de 2008. En caso de que no existiera dicho acuerdo, solicitaría la votación del Parlamento vasco para realizar una consulta no vinculante en la misma fecha.

Si la Cámara vasca rechazara ese proyecto se convocarían elecciones anticipadas a finales de 2008.
Las conversaciones entre el lendakari y el Gobierno socialista de José Luis Rodríguez Zapatero no llegaron a acuerdo alguno, por lo que el 27 de junio de 2008, el Parlamento vasco votó a favor de realizar un proyecto de ley de consulta a la ciudadanía vasca (34 votos a favor, uno de PCTV; 33 en contra; y siete abstenciones)
El proyecto se convirtió en Ley y se fijó el texto de las dos cuestiones a realizar a la ciudadanía con carácter no vinculante.
Por parte del Ejecutivo español se interpuso recurso ante el Tribunal Constitucional alegando que dicha consulta no contaba con la autorización del Gobierno para su realización, la cual es necesaria legalmente para llevar a cabo un referéndum.
El 11 de septiembre de 2008, el Tribunal Constitucional declaró por unanimidad inconstitucional la ley impulsada por el lendakari y aprobada por el Parlamento Vasco sobre consultas populares, por vulnerar el artículo 149 de la ley fundamental al invadir competencias estatales.
El 25 de octubre de 2008, aniversario aprobación en referéndum del "Estatuto de Gernika" y día en el que estaba prevista la celebración de la consulta, los partidos PNV, EA, IU y Aralar, realizaron simbólicamente un acto de unión entre Guernica y Vitoria en el que numerosos afiliados formaron una frase en las localidades existentes entre ambos lugares con el texto "Euskal Herria Bai, Bakea Bai, Erabakia Bai" (traducido como "Si a Euskal Herria. Si a la Paz. Si a decidir."), tras lo que por parte de representantes de los cuatro partidos, se realizó un comunicado en euskera, francés, inglés y castellano.

### Elecciones al Parlamento Vasco de 2009
Durante la celebración del Alderdi Eguna el 28 de septiembre de 2008, el presidente del PNV, Iñigo Urkullu, anunció que el máximo órgano interno de PNV (EBB) proponía a Juan José Ibarretxe como candidato en el proceso electoral interno que celebraría el partido para las elecciones al parlamento vasco a celebrar en 2009, al que podrían concurrir otros candidatos. (los estatutos del partido disponen que, en dicho proceso electoral interno, el EBB puede proponer un candidato sin que tal proposición constituya ninguna ventaja formal frente a otros candidatos que pudiera proponer la militancia).
En las elecciones al Parlamento Vasco de 2009, el PNV, con Juan José Ibarretxe de nuevo como candidato a lendakari, obtuvo un total de 30 diputados, con cerca de 400 000 votos (38,56 %). Pese a ser el partido más votado y con mayor número de escaños, es el Partido Socialista de Euskadi el que alcanza la lehendakaritza, al lograr los apoyos del Partido Popular y Unión Progreso y Democracia, que le dieron al candidato Patxi López la mayoría absoluta necesaria para acceder a la presidencia del Gobierno Vasco. La imposibilidad de la izquierda abertzale a concurrir a las elecciones, dada su ilegalización; desempeñó, junto con el crecimiento del PSE, un papel determinante en la posibilidad de la formación de este gobierno.
Anunció su retirada de la actividad política el 5 de mayo de 2009, en pleno debate de investidura de Patxi López como Lehendakari.

## Carácter

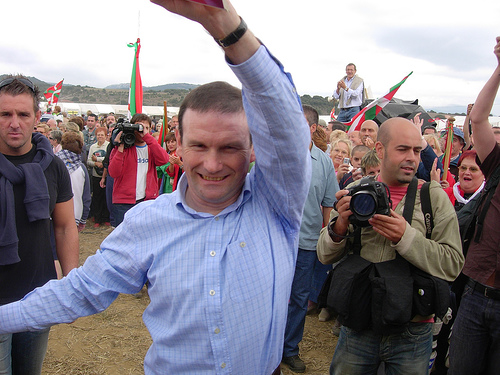
Juan José Ibarretxe, saludando en el Alderdi Eguna (día de EAJ-PNV) de 2005.

Tras sufrir una enfermedad, tomó la costumbre de seguir una dieta rigurosa, consecuencia de la cual está bastante delgado. Practica deporte con asiduidad y el ciclismo es su preferido. Afirma que, cuando va en bicicleta, medita los asuntos que tiene pendientes. De hecho, cuando fue alcalde de su localidad natal, presidió la Sociedad Ciclista Llodiana. Es también aficionado al atletismo y a la montaña. Ibarretxe creció hablando únicamente castellano, pero al ser nombrado candidato a lehendakari dedicó un gran esfuerzo a perfeccionar el euskera, lengua que domina en la actualidad. Se declara católico no practicante.
Ibarretxe se presenta en su biografía de campaña como negociador tenaz (él mismo reconoce que negociando puede llegar a ser un «pelma») y trabajador infatigable (una de sus frases favoritas es «vamos a trabajar, que se nos va a hacer de noche»), virtudes de las que hizo gala en la negociación de la renovación del Concierto Económico vasco en 1997, y que le permitieron ser el candidato de su partido a lehendakari. También se afirma que parece tímido y reservado, aunque afable y siempre atento, y que raramente se sincera.
Sin embargo, el modo en el que llevó personalmente el trámite del Plan Ibarretxe le ha acarreado críticas; se le reprocha el poseer un discurso voluntarista, presentado como firme y también de tozudo y rígido.
En la presentación del libro Ibarretxe (2002), el periodista Javier Ortiz describe a Ibarretxe como alguien bastante despegado del poder, considerado con sus semejantes, extremadamente trabajador, sencillo y honrado. Respecto a sus ideas políticas, Ortiz afirma que Ibarretxe pertenece a una categoría de nacionalistas que, a diferencia de los nacionalistas mesiánicos, se preocupa por su pueblo como un ente concreto y realmente existente.

## Críticas
Medios contrarios al nacionalismo vasco han acusado a Ibarretxe de ser «el verdadero motor del pulso político, judicial y personal contra la legalidad en España». Medios extranjeros como The Economist han identificado a Ibarretxe como el líder tras el giro soberanista del PNV.
Las críticas por parte de estos medios contrasta con la alta valoración de Juan José Ibarretxe por parte de la ciudadanía vasca, obteniendo habitualmente altas valoraciones en las encuestas periódicas del Observatorio Político Autonómico de la Universidad del País Vasco dentro del País Vasco.

## Biografías
Aparte de multitud de libros sobre el Plan Ibarretxe, el único libro que biografía a Juan José Ibarretxe es Ibarretxe (La Esfera de los Libros, Madrid, 2002, ISBN 978-84-9734-022-9), escrito por el difunto Javier Ortiz, periodista vasco que fue el primer subdirector de la edición de El Mundo en el País Vasco y cuyo último cometido fue ser columnista del diario Público.